# Knäppersprengen

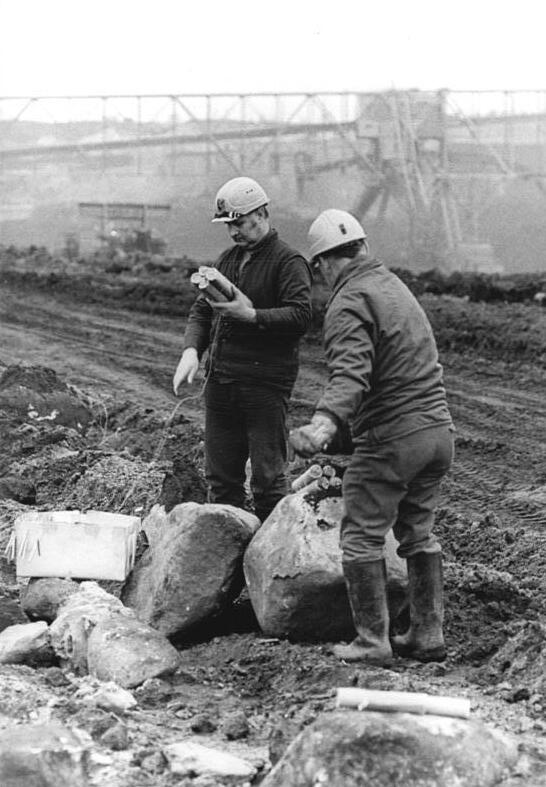
Vorbereiten einer Knäppersprengung im Tagebau

Als Knäppersprengung, kurz Knäpper bzw. knäppern, bezeichnet man die Sprengung eines Knäppers, also eines Steinbrockens, gelegentlich auch Freistein genannt, der für eine maschinelle Bearbeitung vor Ort zu groß oder unhandlich ist.
Häufig werden Knäpper in Steinbrüchen bei der sprengtechnischen Gesteinsgewinnung oder im Tiefbau bei Erdbaumaßnahmen zu Tage gefördert. Diese Knäpper sind so groß oder schwer, dass die Bearbeitung oder der Abtransport mit den vorhandenen Maschinen, z. B. Muldenkippern, Baggern oder Radladern, unmöglich ist. Der Knäpper kann durch Sprengstoff zerkleinert werden.

## Arten
Der Sprengstoff (häufig wird gelatinöser Sprengstoff, seltener Schwarzpulver verwendet) kann auf verschiedene Weise angebracht werden.

### Knäppersprengung mit aufgelegter Ladung
Dabei werden die Sprengladungen flach auf den Knäpper aufgelegt und gezündet. Diese Art der Knäppersprengung ist schnell und einfach, hat jedoch den Nachteil hoher Lärmemission und hohen Sprengstoffverbrauchs und ist damit ineffizient.

### Knäppersprengung mit aufgelegter Hohlladung
Hierbei wird der Sprengstoff nicht flach, sondern wie bei einer Hohlladung mit einer hohlen Fläche (z. B. unterstützt durch Plastiktrichter) an den Knäpper gelegt. Dadurch erhöht sich die Sprengstoffeffektivität bei der Zertrümmerung des Steines, das Verfahren ist aber weiterhin sehr laut.

### Knäppersprengung mit Bohrloch
Da bei dieser Methode nur etwa 30 % des für die aufgelegte Ladung benötigten Sprengstoffs verwendet wird, fallen die geringsten Lärmemissionen bei gleichzeitiger hoher Ausnutzung des Sprengstoffpotenzials an. Der Sprengstoff wird in zuvor in den Knäpper gebohrte Sprenglöcher eingebracht, dadurch entfaltet sich die Sprengwirkung direkt im Knäpper. Nachteil dieser Methode ist, dass die Sprenglöcher gebohrt werden müssen, was einen erheblichen maschinellen, zeitlichen wie personellen Aufwand darstellen kann. Weiterhin entsteht im Vergleich zur aufgelegten Ladung ein größerer Splitterflug.

## Anwendung
Mit der Steigerung der Leistungsfähigkeit von Baumaschinen können immer größere Knäpper zerkleinert und abtransportiert werden. Weiterhin lässt sich durch Einsatz elektronischer Sprengzünder in Steinbrüchen ein homogeneres und kleinteiligeres Haufwerk erzeugen. Daher nimmt die Anzahl der Knäppersprengungen immer weiter ab. Zudem sind Knäppersprengungen wegen des nur schwer kontrollierbaren Splitterflugs sicherheitstechnisch problematisch. Heute kommt es zu Knäppersprengungen bei Felssturzgefahr z. B. auf Straßen, an denen Baumaschinen keine Zufahrtsmöglichkeit haben oder die Größe des Knäppers eine maschinelle Beseitigung vor zu große Herausforderungen stellt.